# Terbinafină
Terbinafina este un antifungic derivat de alilamină, fiind utilizat în tratamentul unor micoze ale pielii. Mecanismul de acțiune este prin inhibarea sintezei de ergosterol. Căile de administrare disponibile sunt: topică și orală.
Se află pe lista medicamentelor esențiale ale Organizației Mondiale a Sănătății.

## Utilizări medicale
Infecții fungice locale: pitiriazis versicolor, Tinea cruris, Tinea corporis, Tinea pedis, cadidoze.